# Flesh (1968)
Flesh (título alternativo: Andy Wahrol's Flesh) é um filme de 1968 dirigido pelo cineasta norte-americano Paul Morrissey.¹
É o primeiro filme do "Paul Morrissey Trilogy", produzido por Andy Warhol. Os outros filmes da trilogia incluem Trash e Heat. Todos os três ganharam um culto de seguidores e são exemplos dos ideais e ideologia do seu tempo.
O ator Joe Dallesandro protagoniza o filme, interpretando um traficante que trabalha nas ruas de Nova York, que também se chama Joe. O filme destaca vários astros dos filmes de Warhol, além de marcar a estréia de Jackie Curtis e Candy Darling. Também aparecem Geraldine Smith, como Geri, esposa de Joe, e Patti D'Arbanville, como sua amante.
Uma cena do filme inspirou a capa do primeiro álbum do grupo inglês The Smiths, que leva o nome da banda.